# Łucja Frey
Łucja Frey o Łucja Frey-Gottesman (3 de noviembre de 1889 en Lwów – 1942?) fue una médica y neuróloga polaca, conocida por describir el síndrome posteriormente llamado Síndrome de Frey. Łucja Frey fue una de las primeras mujeres en Europa en tener el título de neuróloga. Pereció durante el Holocausto en 1942 en el Gueto de Lwów a los 53 años de edad.

## Vida
Łucja Frey nació el 3 de noviembre de 1889 en Lwów, en aquellos tiempos parte del Imperio austrohúngaro, hija del contratista de obras Szymon Symcha Frey y su mujer, Dina (née Weinreb) Frey y su familia eran judíos. Asistió a una escuela elemental cristiana entre los años 1896 y 1900. Se graduó en la escuela secundaria Franciszek-Józef como alumna externo en 1907. Después de su graduación estudió matemáticas y filosofía bajo las instrucciones del profesor Marian Smoluchowski (1872-1917). Fue estudiante de la facultad de filosofía desde 1907 hasta 1912, pero pasados cinco años se mudó a Varsovia y empezó a estudiar medicina.
Después de su graduación ella continuó su trabajo como asistente del profesor Kazimierz Orzechowski (1878–1942) en su clínica neurológica de Varsovia. Al término del año 1928, deja Varsovia para volver a Lwów y casarse con Mordechai (Marek) Gottesman, abogado de profesión en (1887 in Komarno – 1941?). Desde mayo de 1929 trabajó en la clínica neurológica de Lwów en Rappaporta Street con el puesto de viceconsultora delegada. Tuvo su primera hija, Danuta, en 1930.
Después de la Invasión soviética de Polonia de 1939 el 19 de septiembre de 1939 y la subsecuente ocupación de Lwów, Mark Gottesman (su marido) fue acusado de actividades contra-revolucionarias y fue arrestado por el NKVD; nada se sabe de él a partir de este momento. En 1941, después de la ocupación alemana de Lwów, Łucja Frey fue reubicada hacia el Gueto de Lwów y forzada a trabajar en la cínica del gueto en Zamarstynowska 112. Probablemente fue asesinada junto con sus pacientes durante la liquidación del gueto en agosto de 1942 o poco después de la deportación al campo de exterminio de Bełżec. No existen pruebas, de que ella, o alguno de sus familiares, sobreviviera.
Hay muchas incertidumbres sobre su vida. De acuerdo con el testimonio de Hedwa Balat (hermanastra) recogido en el Yad Vashem, Łucja y Marek tuvieron un hijo llamado Jakub, nacido en 1919. Sin embargo, ninguna otra fuente confirma esta tesis y la biógrafa de Frey la encuentra muy improbable.

## Reconocimiento
Hasta 2004, sólo existen artículos biográficos cortos sobre la vida de Łucja Frey en polaco, Sueco, e Inglés. Estas publicaciones repiten hechos fragmentarios y escasos del clásico monográfico sobre neurólogos polacos de Eufemiusz Herman. Nuevos datos sobre su trágica vida fueron publicados en la biografía de Mirjam Moltrecht. No obstante, el nombre de Frey es muchas veces omitido en los textos o mal deletreado (como "Lucy" o "Lucie"). En muchos libros de texto y diccionarios las fechas de nacimiento y muerte del físico y fisiólogo austríaco Maximilian Ruppert Franz von Frey (1852-1932) son a veces confundidos con los de Frey y dados como los suyos.